# Juli (calciatore)
Julián Cerdá Vicente, meglio noto come Juli (Alcoy, 9 agosto 1981), è un ex calciatore spagnolo, di ruolo centrocampista.

## Carriera
Ha giocato nella seconda divisione spagnola e nella massima serie greca.